# Franz Xaver Andreas von Praidlohn
Franz Xaver Andreas (Freiherr von) Praidlohn, auch Praitenlohn oder Praitenlohner, (* 25. oder 26. November 1689 in Wasserburg am Inn; † 27. November 1757 in München) war ein Jurist, kurfürstlich bayerischer Wirklicher Geheimer Staatskanzler, Konferenzminister und Oberster Lehenprobst.
Der Sohn des Gastwirts, Ratsherrn und späteren Wasserburger Bürgermeisters Johann Ludwig (von) Praitenlohn studierte Jura und schloss das Studium mit der Promotion ab. Er war zunächst für den Freisinger Bischof Johann Theodor von Bayern als Hof- und Kammerrat, später als Hofkanzler und Oberlehenspropst tätig. Ab 1731 vertrat er die Hochstifte Freising und Regensburg im Reichsfürstenrat auf dem Immerwährenden Reichstag in Regensburg. Ab 1734 war er im Dienste des bayerischen Kurfürsten Karl Albrecht. 1738 wurde er zum Wirklichen Geheimen Rat und Vizekanzler des Geheimen Rats ernannt. 1739 vertrat er den Kurfürsten auf dem Kreistag von Mühldorf. Praidlohn war auch maßgeblich an der Vorbereitung der Krönung Karl Albrechts zum König von Böhmen am 19. Dezember 1741 in Prag beteiligt. Mit der Kaiserkrönung Karl Albrechts 1742 wurde Praidlohn Kaiserlicher Geheimrat und Konferenzminister. Kaiser Karl VII. starb am 20. Januar 1745 an der Gicht. Sein Sohn, Kurfürst Maximilian III. Joseph von Bayern, schloss noch 1745 auf Anraten Praidlohns mit Maria Theresia den Frieden von Füssen. Maximilian III. Joseph erhob ihn im selben Jahr zum Freiherrn und übertrug ihm 1748 das Pflegeramt in Braunau. Ab 1749 war Praidlohn Kommerzienrat, oberster Lehenspropst und folgte Franz Xaver Josef von Unertl als Wirklicher Geheimer Staatskanzler des Kurfürstentums Bayern. Er starb 1757 in München. Sein Nachfolger als Geheimer Staatskanzler des Kurfürstentums Bayern wurde Wiguläus von Kreittmayr.